# Gemulator
Gemulator ist ein Emulator, mit dem klassische Macintosh-, Atari-ST- und Atari-8-bit-Programme auf einem Rechner mit dem Betriebssystem Windows laufen. Die erste Version von Gemulator wurde 1992 veröffentlicht.
Die Weiterentwicklung des Emulators wurde zunächst am 1. Juli 2004 eingestellt. Seit Juni 2007 hat der Programmierer die Arbeit an dem Projekt wieder aufgenommen. Ende 2008 wurde die Version 9.0 veröffentlicht.